# Luigi Tripepi
Luigi Tripepi (Cardeto, 21 giugno 1836 – Roma, 29 dicembre 1906) è stato un cardinale italiano.

## Biografia

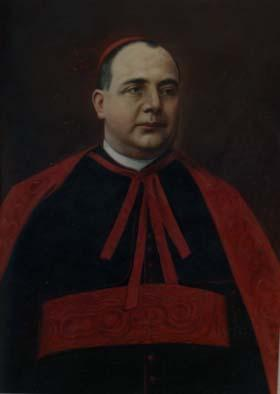
Ritratto del cardinale Luigi Tripepi conservato nel Museo di Roma-Palazzo Braschi, nei pressi di Piazza Navona, realizzato dal pittore italiano Cazzaitis.

Nacque a Cardeto il 21 giugno 1836, figlio di don Antonino Tripepi e di donna Margherita Manuardi.
Fu Prefetto dell'Archivio Segreto Vaticano dal 19 settembre 1892 al maggio 1894 e Sostituto alla Segreteria di Stato dal 1896 al 1901 quando 
Papa Leone XIII lo elevò al rango di cardinale nel concistoro del 15 aprile, assegnandogli la diaconia di Santa Maria in Domnica il 18 luglio 1901. Partecipò al conclave da cui uscì il 4 agosto 1903 papa Pio X, Giuseppe Sarto. Dal 7 gennaio 1903 fino al decesso fu Prefetto della Congregazione dei Riti.
Morì il 29 dicembre 1906, a Roma, all'età di 70 anni.
Fu uno tra i più acuti apologeti della Chiesa cattolica nell'Ottocento e scrisse circa duecento opere (anche in latino e greco) sui più disparati argomenti: teologia, storia, filosofia, esegesi, dogmatica e morale.
La sua fama si diffuse in tutto il mondo, grazie anche ai prestigiosi incarichi conferitigli dai pontefici.

## Bibliografia

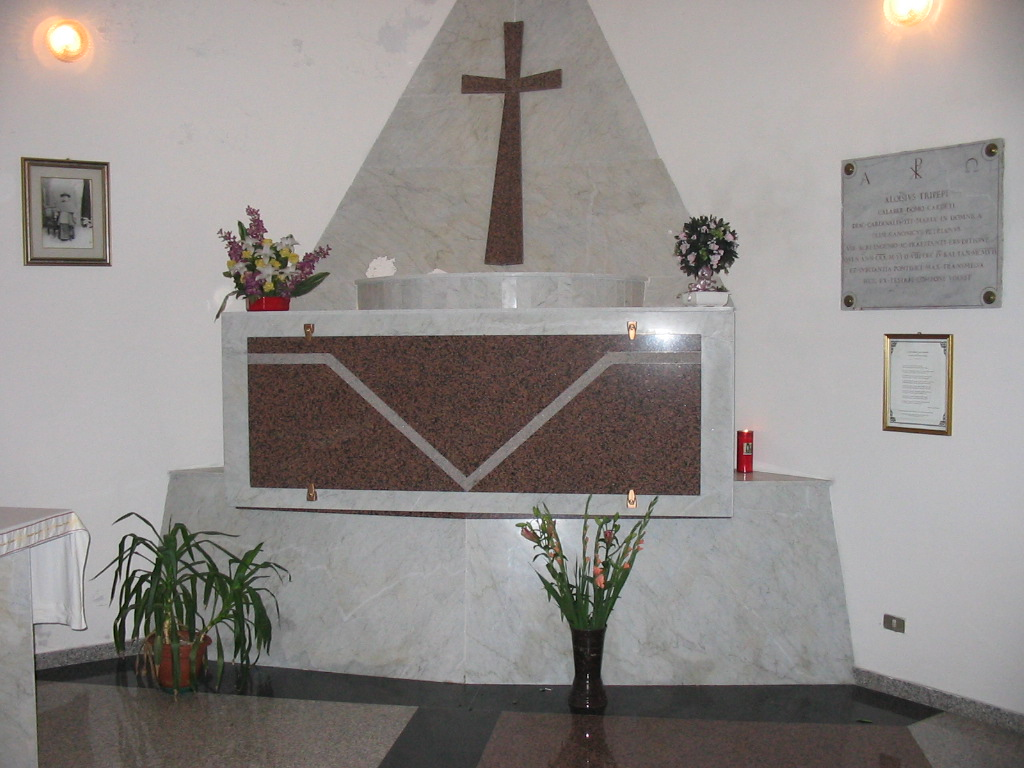
Mausoleo del cardinale Luigi Tripepi, Mallemace di Cardeto (RC)